# Aglaomorpha novoguineensis
Aglaomorpha novoguineensis är en stensöteväxtart som först beskrevs av Guido Georg Wilhelm Brause och som fick sitt nu gällande namn av Carl Frederik Albert Christensen.
Aglaomorpha novoguineensis ingår i släktet Aglaomorpha och familjen Polypodiaceae. Inga underarter finns listade i Catalogue of Life.